# Chimarra tagalica
Chimarra tagalica är en nattsländeart som beskrevs av Banks 1937. Chimarra tagalica ingår i släktet Chimarra och familjen stengömmenattsländor. Inga underarter finns listade i Catalogue of Life.